# Nicole (cantant alemanya)
Nicole (Nicole Seibert, de soltera Hohloch; nascuda el 25 d'octubre de 1964 a Saarbrücken, Alemanya) és una cantant alemanya. Va guanyar el Festival de la Cançó d'Eurovisió 1982 amb la cançó Ein bißchen Frieden ("Una mica de pau"), que també va arribar al capdamunt de la UK Singles Chart.

## Biografia
Nicole va néixer com a filla de Marliese i Siegfried Hohloch. Des de 1971, va tenir les seves primeres aparicions a festivals d'escoles i va ser descoberta el 1980 en un festival de cançons de Schwäbisch Hall per Robert Jung. El mateix any, va cantar la cançó del títol en el doblatge alemany de la sèrie d'anime japonesa El Capità Harlock. El 1981, Jupiter Records amb Ralph Siegel va signar un contracte amb la cantant. L'estiu del mateix any es va publicar Flieg nicht so hoch, mein kleiner Freund La cançó va estar un total de 22 setmanes a les Singlecharts i va arribar al número 2 de les llistes de vendes.
El 24 d'abril de 1982, la llavors estudiant de secundària de 17 anys es va convertir en el primer representant alemany a guanyar el Festival de la Cançó d'Eurovisió a Harrogate, Anglaterra, amb la cançó Ein bißchen Frieden. El títol també va tenir un gran èxit comercial; el senzill ha venut més de cinc milions de còpies a tot el món i ha guanyat diversos discos d'or i platí.
Nicole va ocupar disset vegades el primer lloc del ZDF-Hitparade. Al Regne Unit, va ser la primera alemanya amb la versió anglesa A Little Peace als rànquings d'èxits i va aparèixer a la BBC a Top of the Pops.
Des del 18 d'agost de 1984, Nicole està casada amb un amic de la seva infància, l'expert en vehicles Winfried Seibert. La parella té dues filles i dos nets. La família viu a Nohfelden-Neunkirchen al Sarre.
El 1991 va guanyar la Goldene Schlagerband com a guanyadora del Primer Festival de la Cançó Alemanya Schlager '91 a la berlinesa Deutschlandhalle.
A l'hivern del 2008/2009, Nicole va anar de gira després d'una llarga pausa per presentar el seu àlbum Mitten in die Herz, que va ser llançat a la primavera del 2008. Nicole va tocar unplugged en aquesta gira. Nicole cantava sola i estava acompanyada només per una veu de cor. Tocava l'acordió i el caixó. Una guitarra, un baix i un caixó proporcionaven l'acompanyament musical. El 14 de novembre de 2009, va començar el seu Kirchentour 2009 a l'Església de la Resurrecció de Kassel.
Després de la separació professional de Ralph Siegel, Nicole va canviar de Jupiter Records a Ariola, també sota el paraigua de Sony Music Entertainment; El 2013 se'n va anar a la discogràfica Telamo.

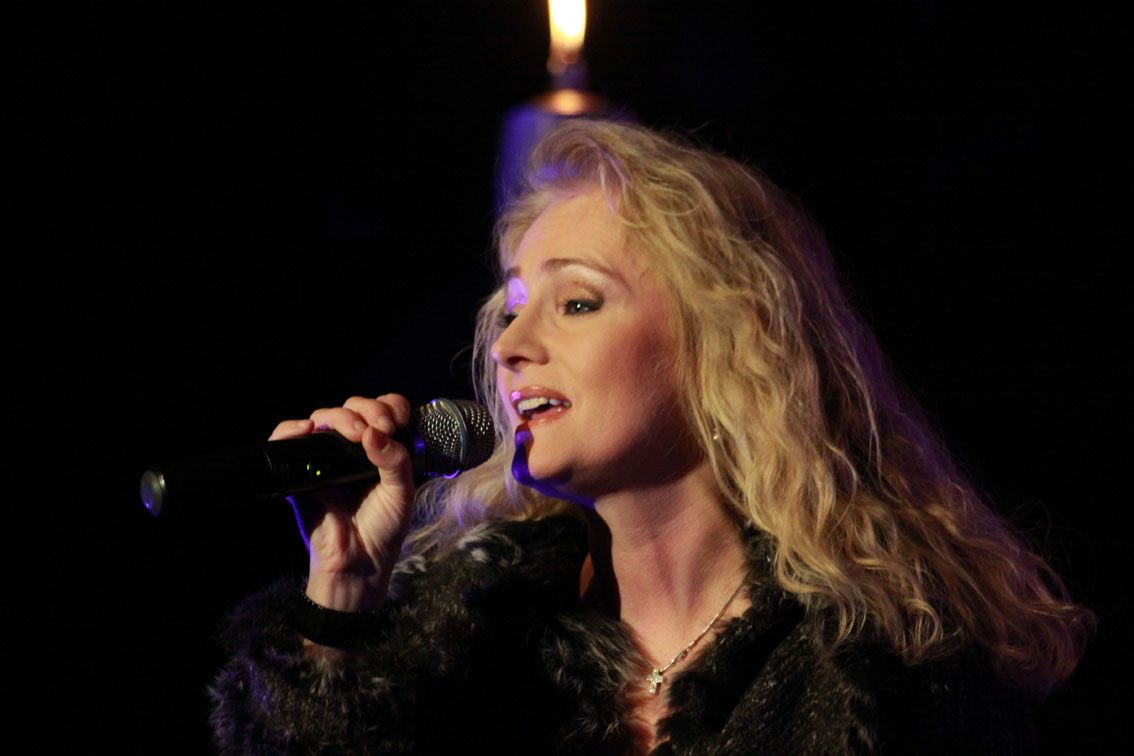
Nicole (2010)

Amb motiu del seu 30è aniversari com a cantant, el 29 d'octubre de 2010 va aparèixer un doble CD i un DVD titulat 30 Jahre mit Leib und Seele ("30 anys amb cos i ànima").

## Àlbums nacionals
- 1981 Flieg nicht so hoch, mein kleiner Freund
- 1982 Ein bißchen Frieden
- 1983 So viele Lieder sind in mir
- 1984 Weihnachten mit Nicole
- 1985 Gesichter der Liebe
- 1986 Laß mich nicht allein
- 1987 Moderne Piraten
- 1988 So wie du
- 1990 Für immer .. für ewig
- 1991 Und ich denke schon wieder an dich
- 1992 Wenn schon .. denn schon ..
- 1992 Weihnachten mit Nicole (Germany)
- 1993 Mehr als nur zusammen schlafen gehn
- 1994 Und außerdem
- 1996 PUR
- 1996 Nicole - Der private Premiummix
- 1997 Nicole's Party
- 1998 Abrakadabra
- 1998 Weihnacht Zuhause
- 1999 LIVE
- 1999 Visionen
- 1999 Weihnachten mit Nicole
- 2001 Kaleidoskop
- 2002 Ich lieb dich
- 2003 Zeit der Sterne
- 2004 Für die Seele
- 2005 Alles fließt
- 2006 Begleite mich
- 2006 Christmas Songs

## Àlbums internacionals
- 1982 A Little Peace (Corea)
- 1982 A Little Peace (Noruega)
- 1982 A Little Peace (Israel)
- 1982 A Little Peace (Grècia)
- 1982 A Little Peace (Gran Bretanya)
- 1982 A Little Peace (Iugoslàvia)
- 1982 La Paix sur terre (Canadà)
- 1982 La Paix sur terre (França)
- 1982 En beetje Vrede (Països Baixos)
- 1982 En smule Fred (Dinamarca)
- 1982 Ses plus belles Chansons (Bèlgica)
- 1982 Meine kleine Freiheit (Noruega)
- 1983 Butterfly (Corea)
- 1983 So viele Lieder sind in mir (Noruega)
- 1983 So viele Lieder sind in mir (Països Baixos)
- 1984 White Christmas by Nicole (Taiwan)
- 1984 Car il suffit d'une Chanson (Canadà)
- 1985 Gesichter der Liebe (Suècia)
- 1985 Gesichter der Liebe (Iugoslàvia)
- 1987 Moderne Piraten (Corea)
- 1991 Und ich denke schon wieder an Dich (Corea)
- 1992 Song For The World (Sud-àfrica)
- 1998 Got A Feeling (Sud-àfrica)